# Felipe de Sabater
Felipe de Sabater y de Prat, marqués de Campmany y barón de Montesquieu (Gerona, 1 de mayo de 1844-Barcelona, 1 de julio de 1918) fue un noble y militar español.

## Biografía
Era el hijo menor de los Marqueses de Capmany, Condes de Vallcabra, Barones de Montesquiu. A los 18 años de edad ingresó como Caballero Cadete de Artillería en el Alcázar de Segovia, y pasó dos años después al Arma de Infantería. Ascendió a Subteniente en 1867 y fue destinado al Batallón de Cazadores de Alba de Tormes, con el cual salió en el verano de aquel mismo año a operaciones contra las tropas sublevadas por el General Pierrad en Aragón.
En 1868 Felipe de Sabater pasó al Batallón de Cazadores de Barcelona, con el cual se batió en la batalla de Alcolea en defensa de Isabel II, por lo cual obtuvo el grado de Teniente; y ganó la Cruz Roja de la Real Orden del Mérito Militar peleando contra los republicanos en Jerez de la Frontera, Puerto de Santa María y Cádiz.
En 1869 ofreció su espada a don Carlos, quien le nombró Ayudante de Campo del General Díaz de Cevallos.

### Tercera guerra carlista
El 6 de abril de 1872 salió Sabater de Gerona con siete hombres esforzados y se dirigió al pueblo de Tayalá donde dio el grito de «¡Viva Carlos VII!», y habiendo logrado reunir 70 voluntarios a primeros de mayo, atacó la villa de Santa Coloma de Farnés.
A mediados de dicho mes fue nombrado Jefe de Estado Mayor de los carlistas de Gerona el Teniente Sabater, quien asistió, con tal motivo, a los combates de Segaró, Llorá, Riudarenas, San Pedro de Osor, Sellera de Anglés, Tabertet, San Pedro de Torelló (en cuya acción ascendió a Capitán), San Quirico de Besora, Ruprit, Pla de la Calma y Vidrá, en donde ganó el empleo de Comandante con la defensa de la casa llamada Caballé grand y el heroísmo con que (en unión del General Savalls) rechazó los repetidos asaltos del Regimiento de Infantería de Navarra, que formaba parte de la División del General republicano Hidalgo.
Se distinguió después el Comandante Sabater en las acciones de Castelltersol, Anglés, Campdevánol (donde ganó la Cruz de la Real y Militar Orden de San Fernando), Viñolas, Montesquiu, San Felíu de Guixols, San Hilario Sacalm, Vidrá, Beuda, Olot y Viladrau.
Durante el año de 1873 Sabater se batió en la acción de Sallent, en el ataque de Ripoll, en la retirada de Campdevánol, en Santa Pau, en Vidrá, en la retirada de Alpens y en San Pedro de Osor.
El día 21 de febrero fue comisionado para proteger la entrada y recibir a Alfonso de Borbón y de Austria-Este y a su esposa María de las Nieves de Braganza.
En los días 7, 8 y 9 de marzo le confió Alfonso la dirección del sitio de Conanglell, en donde tenía el Gobierno republicano la Remonta de Artillería; pero tuvo que levantarlo el día 10 por la aproximación de muy superiores fuerzas enemigas.
El día 22 de marzo de 1873 se confirió al Comandante Sabater el mando de los Batallones 1.º, 3.° y 4.° de Gerona y el de Zuavos, con cuyas fuerzas atacó y rindió la villa de Ripoll, por cuyo hecho de armas fue promovido al empleo de Teniente Coronel.
Asistió después Sabater al combate sostenido victoriosamente contra el General Martínez Campos en Campdevánol; al ataque y toma de Berga por los carlistas (siendo agraciado, con la Medalla conmemorativa de dicha victoria); al infructuoso ataque de Puigcerdá, a la acción de Viladrau, a la retirada de casa Jarrés de Arbucias, a la retirada de Alpens a Borredá (en la cual fue herido) y a la de Santa María de Oló.

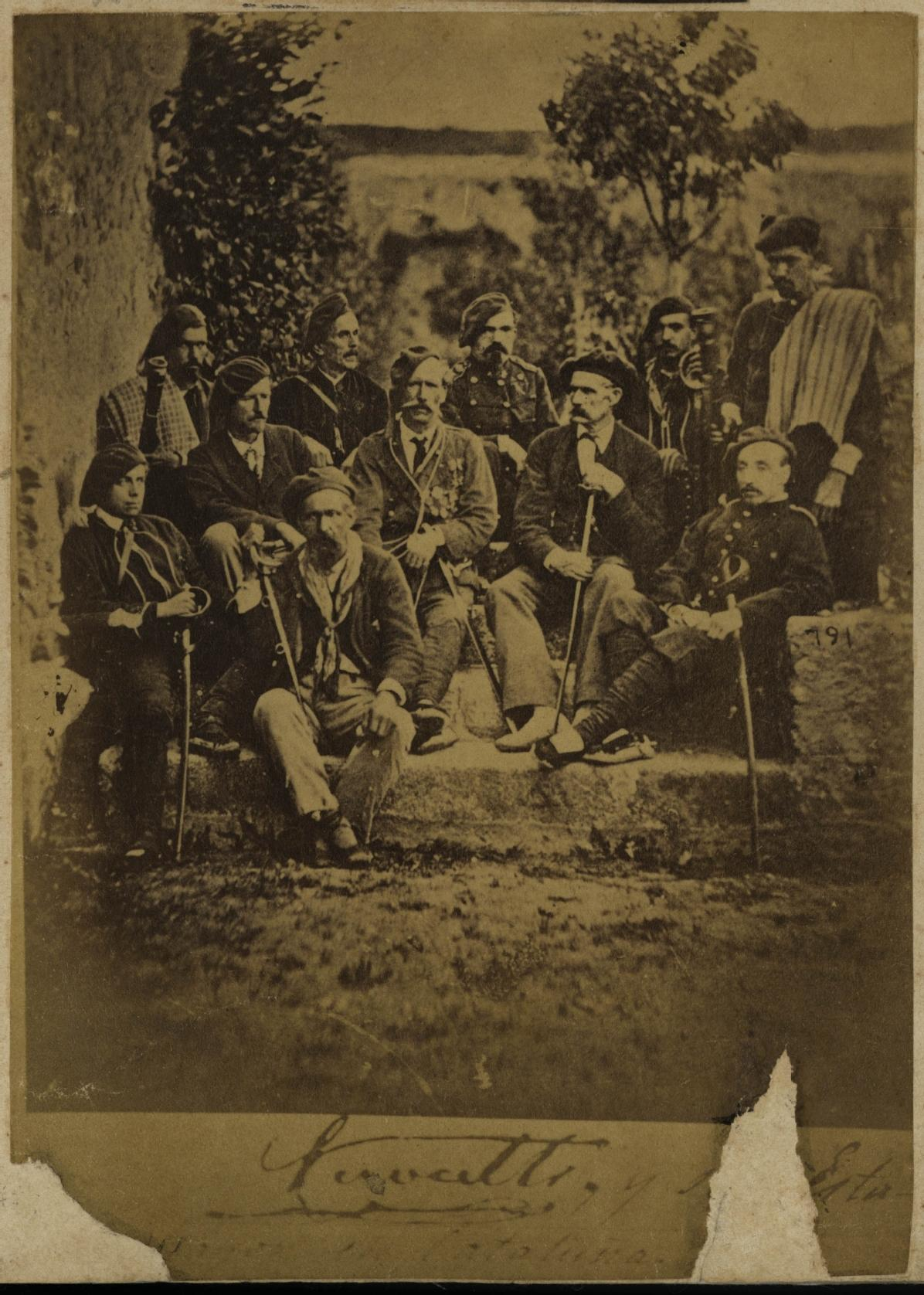
Felipe de Sabater (sentado a la derecha) junto a Francisco Savalls y el resto de sus oficiales.

El día 31 de mayo de 1873 se confirió al Teniente Coronel Sabater el mando de una columna compuesta de los Batallones 1.º, 3.° y 4.° de Gerona y el Escuadrón de la misma provincia, con cuyas fuerzas asistió a las acciones durante de Sellen y de Santa Pau. El mes de julio tomó activa parte en el ataque y toma de San Quírico de Besora, en la victoria de Alpens (con cuya Medalla fue agraciado) en la toma de Bagá, en la de Igualada y en la acción de Vilanovera. En agosto siguiente se encontró en el ataque de Berga, en la sorpresa de Balsareny en la acción de Caserras, en el ataque de Tortellá y en la acción de Argelaguer.
Después de la acción de Vich fue envenenado el Teniente Coronel Sabater, lo cual le tuvo enfermo tres meses. El día 20 de noviembre de 1873 volvió a operaciones con el cargo de Jefe de Estado Mayor de la primera División de Cataluña. Asistió a la toma de Bañolas y a las operaciones sobre Olot, mandando las fuerzas que sitiaron dicha villa desde mediados de diciembre hasta su rendición, que tuvo lugar el día 16 de marzo de 1874.
Durante el sitio de Olot el Teniente Coronel Sabater se vio obligado a luchar con amigos y adversarios políticos, puesto que habiendo emprendido el asedio con tres batallones, hubo ocasión en que le dejaron solo con dos o tres Compañías, y hasta llegó a darse el caso de retirarle un Batallón sin previo aviso, por lo cual, y en vista de la inutilidad de las reclamaciones y quejas que formuló, organizó el paisanaje del partido de Olot, formando con él Compañías sueltas de primera, segunda y tercera Reserva.
Con estas Compañías, admirablemente secundado por el Teniente Coronel Jaime Casademunt, sostuvo Sabater el sitio y dio varias acciones a las columnas liberales que intentaron proteger a los sitiados, quienes, al fin, se rindieron después de la victoria carlista de la sierra de Toix. Los principales hechos de armas que tuvieron lugar durante el sitio de Olot fueron: el asalto del día 19 de enero de 1874; la acción de Castellfullit de la Roca, el 3 de febrero; las acciones de Ridaura, San Juan de Fuentes, Riudellots de la Creu y los combates del mismo Olot, librados los días 9, 10 y 11 de marzo de 1874.
El día 16 de aquel mismo mes el Teniente Coronel Sabater fue uno de los comisionados por el General Savalls para acordar las bases de la capitulación de la guarnición de Olot, y por los méritos que contrajo durante el sitio de dicha plaza fue agraciado con la Cruz Roja de segunda clase de la Real Orden del Mérito Militar.
El Teniente Coronel Sabater que además de los hechos de armas ya citados, asistió al desarme de muchas poblaciones que rindieron sus armas a los carlistas (entre ellas San Feliu de Pallarols, Sellera de Anglés, San Hilario de Sacalm, Arbucias, Breda, Darnius y San Juan de Fuentes) se batió de nuevo en la acción de Tordera, y a causa de los disgustos que sufrió durante el sitio de Olot, y de otros sinsabores que experimentó después de la acción de Tordera, solicitó y obtuvo pasar al Ejército carlista del Norte.
A mediados de agosto de 1874 fue destinado el teniente coronel Sabater a las órdenes del comandante general carlista de Vizcaya Elido de Berriz, quien le confirió el mando del Batallón de Bilbao, con el cual operó por la izquierda del Nervión, por Las Encartaciones y por los valles de Carranza y Mena, asistiendo a la acción de Bortedo y al ataque de Ramales.
En octubre de 1874 cedió el Marqués de Capmany sus derechos al título de Barón de Montesquiu a favor de su hijo menor el Teniente Coronel carlista Felipe de Sabater, quien a fines de enero de 1875 sostuvo la acción de Meagas e Indamendi, con el Batallón de su mando! dos Compañías del Batallón 2.º de Guipúzcoa y los obreros de la Maestranza de Artillería.
Pocos días después fue ascendido a Coronel nuestro biografiado, quien sostuvo a mediados de febrero otra acción en los altos de Orio, regresando después a Vizcaya, donde con el Batallón de su mando, 8.º de Vizcaya, cubrió la línea de Alonsótegui por Santa Águeda y Regata al fuerte de Gallarta, y habiendo sido destinado después a la línea de Balmaseda sostuvo la acción de Celadilla, por la cual se le concedió la Encomienda de la Real y Distinguida Orden de Carlos III.
El día 15 de septiembre de 1875 fue el Coronel Sabater nombrado Jefe interino de la media Brigada vizcaína formada por los Batallones de Durango y de Orduña. El 6 de noviembre del mismo año fue agraciado con la Medalla de Plata de Carlos VII y el día 4 del siguiente diciembre le fue concedida a su empleo de Coronel la antigüedad del día 28 de mayo de 1873, en recompensa de la herida que recibió en la retirada de Alpens a Borredá.
A principios de enero de 1876 se confirió al Coronel Sabater el mando del Batallón 1.º de Álava, al frente del cual se batió bizarramente en la acción de Villatuerta. Formó, después, parte de la División que operó a las órdenes del General Lizárraga, hasta que se disolvieron las fuerzas carlistas de Navarra, Guipúzcoa, Vizcaya y Álava. Entonces pasó a las órdenes del Conde de Caserta y emigró a Francia con Don Carlos, que le concedió la faja de Brigadier el 28 de febrero de 1876.

### Delegación de Don Carlos en Cataluña
A fines de 1878 el General Felipe de Sabater regresó a España y en diciembre de 1885 Don Carlos lo nombró delegado general suyo en Cataluña, con la misión de solicitar instrucciones suyas para todo lo que ocurriese en su circunscripción, transmitir sus órdenes y enterarle de cuanto sucediese en la región que pudiera interesar a la causa.
En el ejercicio de su cargo, en enero de 1888 encareció a los carlistas que fuesen a participar en la peregrinación a Roma proyectada por el obispo de Barcelona, a que se abstuviesen de intervenir en la misma con el carácter de carlistas, declarando que se trataba de una peregrinación puramente religiosa.
En el año 1888 tuvo un desencuentro con Luis María de Llauder, director de El Correo Catalán, que se negó a insertar en su diario una nota suya que incluía una carta del marqués de Valde-Espina y en la que Sabater prohibía a los subdelegados, comisionados, etc., hacer manifestaciones públicas en la prensa sin previa autorización por su parte. En julio tuvo que hacer frente a la rebelión nocedalista y desautorizó a algunos periódicos tradicionalistas que no seguían la política de Don Carlos, como el Diario de Lérida, a cuyos redactores tachó de liberales. Finalmente expulsó del partido carlista a ocho de ellos, mediante traslado de un oficio de Melgar (secretario de Don Carlos) que declaraba estas publicaciones excluidas como «indignas de servir a nuestra santa causa, como perturbadoras, rebeldes y excitadoras, con malas artes, a la desobediencia».
Ejerció la representación de Don Carlos en Cataluña hasta que a fines de noviembre de 1888 paso a vivir en la provincia de Toledo. En 1905 fue elegido Presidente del Círculo Tradicionalista de Madrid y al año siguiente volvió a fijar su residencia en Barcelona.
Estuvo casado con Jesusa Gaytán de Ayala y Jusué, con la que tuvo por hijos a José María, Ignacio (conde de Vallcabra), Blanca y Carlos de Sabater y Gaytán de Ayala.